# En Thomas i els seus amics
En Thomas i els seus amics (anglès: Thomas & Friends) és una sèrie de televisió infantil emesa per primera vegada el 9 d'octubre de 1984 pel canal ITV al Regne Unit. Als Estats Units es va estrenar pel canal PBS el 29 de gener de 1989 com un segment a Shining Time Station. A Catalunya s'emet pel canal Super3.